# Tenancingo, Guerrero
Tenancingo är en ort i Mexiko.   Den ligger i kommunen Teloloapan och delstaten Guerrero, i den södra delen av landet, 160 km sydväst om huvudstaden Mexico City. Tenancingo ligger 1 067 meter över havet och antalet invånare är 162.
Terrängen runt Tenancingo är huvudsakligen kuperad. Tenancingo ligger nere i en dal som går i nord-sydlig riktning. Runt Tenancingo är det ganska glesbefolkat, med 36 invånare per kvadratkilometer. Närmaste större samhälle är Teloloapan, 14,4 km nordost om Tenancingo. I omgivningarna runt Tenancingo växer huvudsakligen savannskog.